# Percy Newberry
Percy Edward Newberry (* 23. April 1868 in London; † 7. August 1949 in  Godalming) war ein britischer Ägyptologe und Botaniker.

## Leben
Percy Newberry wurde 1868 in Islington, einem nördlichen Stadtteil von London, als Sohn von Caroline Wyatt und des Lagerarbeiters Henry James Newberry geboren. Schon in seiner Kindheit entwickelte Percy Newberry eine starke Neigung zur Botanik und wurde zuerst an der King’s College School (Wimbledon) und später am King’s College London ausgebildet.
Auf Anregung von Reginald Stuart Poole, dem Leiter der Abteilung für Medaillen und Münzen des British Museum in London, begann Newberry 1884 mit administrativen Arbeiten im zwei Jahre zuvor gegründeten Egypt Exploration Fund.
Als Professor in Liverpool und Kairo war Percy Newberry ein Mentor Howard Carters und führte archäologische Ausgrabungen in Beni Hassan, el-Bersheh und Theben-West durch. Newberry gehörte zu Carters Grabungsteam im Tal der Könige, welches in der am 1. November 1922 begonnenen Grabungssaison das Grab des Tutanchamun (KV62) entdeckte. Dabei untersuchte er als Botaniker und Ägyptologe die in diesem Grab aufgefundenen pflanzlichen Beigaben.
Im November 1932 wurde er korrespondierendes Mitglied der Sächsischen Akademie der Wissenschaften.

## Schriften
- Veröffentlichungen (1893–1900) durch den Archaeological Survey of Egypt (ASE) des Egypt Exploration Fund (EEF) in 6 Bänden über Beni Hassan und El Bersheh (online):
  - Band 1: Percy E. Newberry: Beni Hasan. Part I, London 1893.
  - Band 2: Percy E. Newberry: Beni Hasan. Part II, London 1893.
  - Band 3: Percy E. Newberry: El Bersheh. Part I (The Tomb of Tehuti-Hetep.), With Plan and Measurement of the Tomb by G. Willoughby Fraser, London 1894 unter Heidelberger historische Bestände – digital.
  - Band. 4: F. L. Griffith, Percy E. Newberry: El Bersheh. Part II (Nine Inscribed Tombs.), With Appendix, Plans and Measurements of the Tombs by G. Willoughby Fraser, London 1895.
  - Band 5: F. L. Griffith: Beni Hassan. Part III, London 1896.
  - Band 7: Howard Carter, M. W. Blackden, Percy Brown, Percy Buckman: Beni Hassan. Part IV: Zoological and Other Details. London 1900.
- The life of Rekhmara. Archibald Constable, Westminster 1900.
- mit John Garstang: A short history of ancient Egypt. Archibald Constable, London 1904.
- Egyptian antiquities Scarabs: an introduction to the study of Egyptian seals and signet rings. Archibald Constable, London 1906.
- Scarab-shaped seals. Archibald Constable, London 1907 (= Catalogue général des antiquités égyptiennes du Musée du Caire, Band 32).
- The Timins collection of ancient Egyptian scarabs and cylinder seals. Archibald Constable, London 1907.
- Egypt as a field for anthropological research. Washington 1925.
- Funerary statuettes and model sarcophagi (= Catalogue général des antiquités égyptiennes du Musée du Caire.). Institut français d’archéologie orientale, Cairo (Le Caire) 1930.